# Bitwa pod Żurominkiem
Bitwa pod Żurominkiem – walki 9 Brygady Jazdy mjr. Jana Głogowskiego z oddziałami sowieckiej 53 Dywizji Strzelców w czasie operacji warszawskiej.

## Sytuacja ogólna

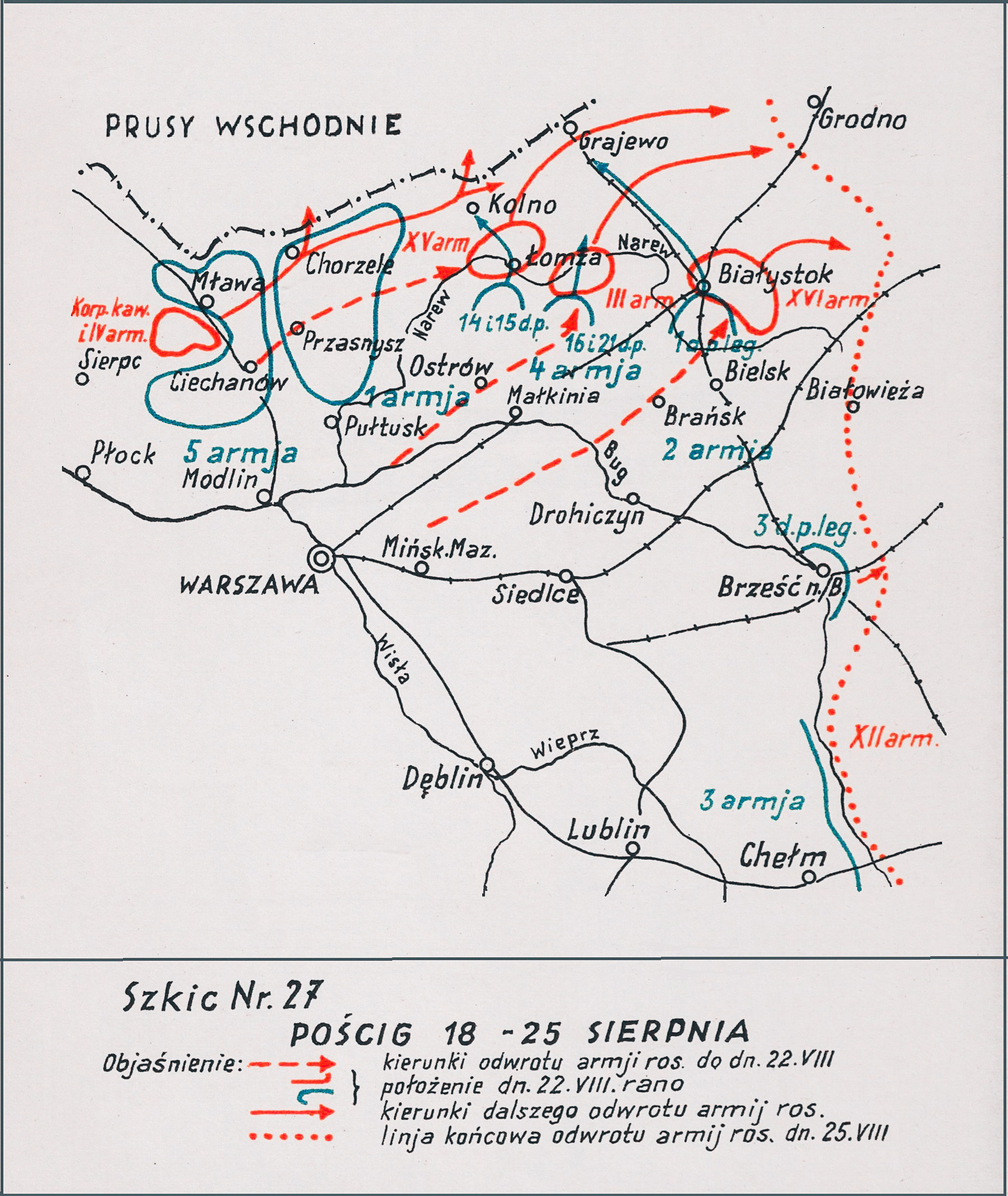
Adam Przybylski, Wojna Polska 1918–1921

4 lipca 1920 ruszyła II ofensywa sowieckiego Frontu Zachodniego pod hasłem: Na zachodzie ważą się losy wszechświatowej rewolucji – po trupie Polski wiedzie droga do wszechświatowego pożaru... Na Wilno – Mińsk – Warszawę – marsz!. W pierwszej dekadzie lipca przełamany został front polski nad Autą, a wojska Frontu Północno-Wschodniego gen. Stanisława Szeptyckiego cofały się pod naporem ofensywy czerwonoarmistów Michaiła Tuchaczewskiego.
Kolejne próby zatrzymania wojsk sowieckich prących na zachód nie przynosiły spodziewanych rezultatów. Obchodzący ugrupowanie obronne od północy III Korpus Kawalerii Gaja wymuszał dalszy odwrót wojsk polskich. Tempo natarcia wojsk sowieckich, jak na owe czasy, wydawało się oszałamiające i wynosiło ok. 20–30 km na dobę.
Wojsko Polskie traciło kolejno „linię dawnych okopów niemieckich”, linię Niemna i Szczary, czy wreszcie linię Bugu. Wojska polskie cofały się nadal, a kolejną naturalną przeszkodą terenową dogodną do powstrzymania sowieckiej ofensywy była Wisła. W godzinach wieczornych 6 sierpnia Naczelne Dowództwo Wojska Polskiego wydało rozkaz do przegrupowania i reorganizacji wojsk.
Planując stoczenie generalnej bitwy z sowieckimi wojskami Frontu Zachodniego nad Wisłą, Józef Piłsudski nakazał utworzenie 5 Armii z zadaniem osłony północnego skrzydła frontu polskiego między granicą pruską a Bugiem. Energicznie prowadzone przez nieprzyjaciela natarcie, zmusiło gen. Władysława Sikorskiego do oparcia obrony na Wkrze – ostatniej większej przeszkodzie wodnej przed Wisłą. 14 sierpnia dowódca 5 Armii gen. Władysław Sikorski otrzymał od dowódcy Frontu Północnego gen. Józefa Hallera rozkaz uderzenia na 15 Armię Augusta Korka.
Dwa dni później ruszyła kontrofensywa znad Wieprza. Zmieniło to radykalnie losy wojny. Od tego momentu Wojsko Polskie było w permanentnej ofensywie.

## Walki pod Żurominkiem
19 sierpnia sowiecka 4 Armia Aleksandra Szuwajewa rozpoczęła odwrót znad dolnej Wisły. W tym czasie sowiecki dowódca osobiście próbował nawiązać łączność z dowództwem Frontu Zachodniego, a poprzez energiczne działanie wojsk polskich został odcięty od własnego sztabu i pozbawiony możliwości dowodzenia.
Zdezorientowani dowódcy dywizji musieli działać na własną rękę. W sowieckich oddziałach dało się już zauważyć oznaki demoralizacji i upadku ducha.
Tego dnia 3 Korpus Kawalerii Gaja, wzmocniony 53 Dywizją Strzelców, dotarł do Mławy, a od południa, wzdłuż szosy Strzegowo – Żurominek – Mława, maszerowała polska 9 Brygada Jazdy w składzie 1 i 201 pułk szwoleżerów wzmocnione 2 baterią 8 dywizjonu artylerii konnej. Brygada stanęła na postój nocny około trzech km na południe od Żurominka.
Wczesnym rankiem 22 sierpnia szwoleżerowie zauważyli na szosie kolumny taborów sowieckich maszerujące w kierunku Mławy. Dowódca pułku mjr Jerzy Grobicki wysłał do Sowietów parlamentariuszy z propozycją kapitulacji. Jednocześnie postawił w stan gotowości baterię artylerii oraz część szwadronu ckm 1 pszwol. Ponieważ Sowieci zwlekali z odpowiedzią, rtm. Dreszer dał sygnał do natarcia.
1 i 3 szwadron pod ogólnym dowództwem por. Jana Skawińskiego rozpoczęły szarżę. Spod folwarku Żurominek szwadrony otrzymały mało celny ogień broni maszynowej. Atakując dalej, pod Hatką i Budami wpadły na dwie linie tyralier sowieckich strzelców. Szwoleżerowie w walce wręcz pokonali obie linie i ruszyli galopem na Żurominek.
W tym momencie z lasku położonego na wschód od wioski wyjechało kilka szwadronów sowieckiej kawalerii. Do odparcia kontrataku mjr Głogowski skierował część odwodowego 2 szwadronu. Doszło do walki „na szable”. Ochotnicy 201 p.uł., stanowiący około 80% stanu pułku, zmusili Sowietów do odwrotu. Polskie szwadrony wpadły do Żurominka i rozproszyły zdemoralizowaną piechotę 53 Dywizji Strzelców.
W tym samym czasie 4 szwadron wspólnie z 1 pułkiem szwoleżerów zajął Dunaj. Zmęczenie koni spowodowało, że polska kawaleria musiała zaprzestać pościgu i zorganizowała odpoczynek nocny w Wyszynach. Rozpoczęta rano akcja pościgowa nie dala rezultatu, a oddziały Armii Czerwonej przekroczyły granicę pruską.

## Bilans walk
Akcja 9 Brygady Jazdy przeprowadzona była zbyt późno, a pod Żurominkiem brygada rozbiła tylko część ariergardy i taborów 53 Dywizji Strzelców. W tym czasie główne siły 3 Korpusu Kawalerii i 53 Dywizji Strzelców minęły rejon Żurominka i torowały sobie drogę odwrotu na północny wschód ku granicy pruskiej.
Straty polskie to około trzydziestu poległych i rannych. Wzięto 1450 jeńców, jedno działo, dziesięć ckm, 310 wozów taborowych. Ponadto 53 Dywizja Strzelców straciła około pięćdziesięciu poległych.